# Riihimäki Cocks
El Riihimäki Cocks es un club de balonmano de la localidad finlandesa de Riihimäki. Es uno de los clubes más laureados del balonmano finlandés.

## Palmarés
- Liga de Finlandia de balonmano (11):
  - 2007, 2008, 2009, 2010, 2013, 2014, 2015, 2016, 2017, 2018, 2019
- Copa de Finlandia de balonmano (10):
  - 2007, 2008, 2010, 2011, 2013, 2015, 2016, 2017, 2018, 2019
- Liga Báltica de balonmano (4):
  - 2016, 2017, 2018, 2019

## Plantilla 2021-22
|  | Porteros - 1 Adrian Tenghea - 12 Joakim Angjelovski - 87 Vitalii Shitsko Extremos izquierdos - 15 Teemu Tamminen - 18 Bojan Županjac - 26 Julius Kemppainen Extremos derechos - 19 Roni Syrjälä - 63 Sandro Samardžić Pívots - 17 Yury Lukyanchuk - 25 Santeri Vainionpää - 44 Davor Basarić | Laterales izquierdos - 11 Srđan Mijatović - 29 Teimuraz Orjonikidze Centrales - 5 Onur Ersin - 7 Piotr Rybski - 51 Roope Ahlgren - 84 Miika Kaukoranta Laterales derechos - 8 Nikola Kedžo - 23 Vitalie Nenita |